# Ocenění československých basketbalistů
Ocenění basketbalistů dosáhli českoslovenští reprezentanti zejména na Mistrovství Evropy v basketbale mužů.
Jako nejlepší hráči (MVP) Mistrovství Evropy v basketbale mužů byli vyhlášeni Ivan Mrázek v roce 1951, Jiří Baumruk v roce 1957 a Jiří Zedníček v roce 1967. Nejlepším střelcem celého Mistrovství Evropy v basketbale byl Ivan Mrázek v roce 1951 a Miroslav Škeřík v roce 1955. Do nejlepší pětky hráčů Mistrovství Evropy byli vybráni Jiří Zídek a Jiří Zedníček v roce 1967 a Stanislav Kropilák v roce 1983.
V letech 1964 až 1995 výběr hráčů Evropy odehrál 29 zápasů na oficiálních soutěžích FIBA Festivals pořádaných evropskou sportovní organizací FIBA Europe a dalších 18 exhibičních utkání proti reprezentačním družstvům a předním klubům Evropy. Z toho dvě utkání s výběrem Evropy se odehrála v roce 1979 v Prievidzi proti reprezentačnímu družstvu Československa. Mezi trenéry výběru Evropy byli Miloslav Kříž v 9 zápasech a Pavel Petera ve 3 zápasech. Za výběr Evropy nastoupilo jedenáct českých a jeden slovenský basketbalista. Z nich Slovák Stanislav Kropilák odehrál celkem 14 utkání (z toho 6 za juniory Evropy), Jiří Zedníček 10 utkání, Jiří Zídek, František Konvička a Vladimír Pištělák 4 utkání, Jan Bobrovský, Jiří Ammer, Jiří Růžička, Bohumil Tomášek, Kamil Brabenec a Zdeněk Kos 2 utkání a Robert Mifka 1 utkání. Rozhodčím jednoho zápasu výběru Evropy byl v roce 1981 Milan Jahoda.
V letech 1972 až 1985 do výběru Evropy žen Evropská basketbalová federace FIBA zařadila osm československých hráček basketbalu – všechny z klubu Sparta Praha, 2 utkání hrály Hana Doušová-Jarošová (1972, 1976) a Zora Brziaková (1985), jedno utkání Martina Pechová-Jirásková (1972), Ivana Kořínková-Kolínská (1976), Dana Klimešová-Ptáčková a Hana Brůhová-Peklová (1978), Jana Stibůrková-Menclová a Ivana Třešňáková (1981).

## Mistrovství Evropy
- ME 1951 – Ivan Mrázek byl nejlepší hráč (MVP) a zároveň také nejlepší střelec (17,1 bodu na zápas).
- ME 1955 – Miroslav Škeřík byl nejlepší střelec (19,1 bodu na zápas).
- ME 1957 – Jiří Baumruk byl vyhlášen jako nejlepší hráč (MVP).
- ME 1967 – Jiří Zedníček byl vyhlášen jako nejlepší hráč (MVP), Jiří Zedníček a Jiří Zídek vybráni do nejlepší pětice hráčů ME
- ME 1983 – Stanislav Kropilák vybrán do nejlepší pětice hráčů ME

## Zápasy výběru Evropy

### FIBA Festivals
Oficiální zápasy výběru Evropy s účastí československých hráčů resp. trenéra.
| Rok  | Datum  | Místo      | - Soupeř             | Skóre   | Trenér        | Hráči výběru Evropy                                  |
| ---- | ------ | ---------- | -------------------- | ------- | ------------- | ---------------------------------------------------- |
| 1965 | 15.10. | Krakov     | - Real Madrid        | 101-83  | Miloslav Kříž | Jan Bobrovský, František Konvička, Vladimír Pištělák |
|      | 16.10. | Krakov     | - Wisla Krakov       | 70-78   | Miloslav Kříž | Jan Bobrovský, František Konvička, Vladimír Pištělák |
|      |        |            |                      |         |               |                                                      |
| 1968 | 14.6.  | Bělehrad   | - Real Madrid        | 72-56   | Miloslav Kříž | František Konvička, Vladimír Pištělák                |
|      | 16.6.  | Bělehrad   | - CZ Bělehrad        | 96-79   | Miloslav Kříž | František Konvička, Vladimír Pištělák                |
|      |        |            |                      |         |               |                                                      |
| 1969 | 20.11. | Bělehrad   | - Jugoslávie         | 93-90   |               | Robert Mifka, Jiří Zedníček                          |
|      |        |            |                      |         |               |                                                      |
| 1971 | 5.6.   | Řím        | - Itálie             | 96-64   |               | Jiří Zedníček                                        |
|      |        |            |                      |         |               |                                                      |
| 1972 | 17.6.  | Záhřeb     | - USA                | 102-75  |               | Jiří Zedníček                                        |
|      | 19.6.  | Ženeva     | - USA                | 88-61   |               | Jiří Zedníček                                        |
|      | 21.6.  | Vigo       | - USA                | 78-64   |               | Jiří Zedníček                                        |
|      | 23.6.  | Le Touquet | - USA                | 99-85   |               | Jiří Zedníček                                        |
|      |        |            |                      |         |               |                                                      |
| 1977 | 3.5.   | Split      | - Jugoplastika Split | 116-108 |               | Kamil Brabenec, Zdeněk Kos                           |
|      |        |            |                      |         |               |                                                      |
| 1978 | 2.7.   | Madrid     | - Real Madrid        | 102-119 |               | Kamil Brabenec                                       |
|      |        |            |                      |         |               |                                                      |
| 1979 | 26.6.  | Prievidza  | - Československo     | 99-89   |               |                                                      |
|      | 28.6.  | Prievidza  | - Československo     | 82-79   |               |                                                      |
|      |        |            |                      |         |               |                                                      |
| 1981 | 7.6.   | Krakov     | - Wisla Krakov       | 121-81  |               | Zdeněk Kos, Stanislav Kropilák                       |
|      |        |            |                      |         |               |                                                      |
| 1982 | 18.6.  | Ženeva     | - USA                | 111-92  |               | Stanislav Kropilák                                   |
|      | 20.6.  | Budapešť   | - USA                | 103-88  |               | Stanislav Kropilák                                   |

### Exhibiční zápasy
Zápasy výběru Evropy s účastí československých hráčů resp. trenérů.
| Rok  | Datum  | Místo    | - Soupeř               | Skóre   | Trenér        | Hráči výběru Evropy                                      |
| ---- | ------ | -------- | ---------------------- | ------- | ------------- | -------------------------------------------------------- |
| 1964 | 17.5.  | Madrid   | - Real Madrid          | 91 – 87 | Miloslav Kříž |                                                          |
|      |        |          |                        |         |               |                                                          |
| 1966 | 13.10. | Lublaň   | - Simmenthal Miláno    | 89-91   | Miloslav Kříž | Jiří Ammer, Jiří Zedníček, Jiří Zídek                    |
|      | 15.10. | Lublaň   | - Olympia Lublaň       | 102-94  | Miloslav Kříž | Jiří Ammer, Jiří Zedníček, Jiří Zídek                    |
|      |        |          |                        |         |               |                                                          |
| 1967 | 1.11.  | Antverpy | - Real Madrid          | 124-97  | Miloslav Kříž | Jiří Růžička, Bohumil Tomášek, Jiří Zedníček, Jiří Zídek |
|      | 3.11.  | Antverpy | - Racing Bell Mechelen | 112-101 | Miloslav Kříž | Jiří Růžička, Bohumil Tomášek, Jiří Zedníček, Jiří Zídek |
|      |        |          |                        |         |               |                                                          |
| 1981 | 5.9.   | Ankara   | - Turecko              | 121-106 |               | Stanislav Kropilák                                       |
|      | 9.9.   | Badalona | - Juventud Badalona    | 125-120 |               | Stanislav Kropilák                                       |
|      |        |          |                        |         |               |                                                          |
| 1987 | 17.6.  | Tel Aviv | - Maccabi Tel Aviv     | 108-87  | Pavel Petera  | Stanislav Kropilák                                       |
|      | 19.6.  | Soluň    | - Řecko                | 109-101 | Pavel Petera  | Stanislav Kropilák                                       |
|      | 21.6.  | Sofie    | - Bulharsko            | 129-82  | Pavel Petera  | Stanislav Kropilák                                       |

### Výběr Junioři Evropy v USA
Výběr juniorů Evropy, v jehož sestavě byl Stanislav Kropilák, v roce 1974 hrál šest zápasů v USA s bilancí dvou vítězství a čtyř porážek.
| Rok  | Datum | Místo       | - Soupeř              | Skóre | Trenér | Hráči výběru Evropy |
| ---- | ----- | ----------- | --------------------- | ----- | ------ | ------------------- |
| 1974 | 7. 8. | New York    | - City Wide All Stars | 54-72 |        | Stanislav Kropilák  |
|      | 9.8.  | Long Island | - Long Island Juniors | 93-96 |        | Stanislav Kropilák  |
|      | 10.8. | Fairfax     | - Potomac Valley      | 85-89 |        | Stanislav Kropilák  |
|      | 12.8. | Westchester | - Westchester Jr. IC  | 92-89 |        | Stanislav Kropilák  |
|      | 14.8. | Pontiac     | - Westchester Jr. IC  | 81-85 |        | Stanislav Kropilák  |
|      | 16.8. | Cincinnati  | - Westchester Jr. IC  | 94-87 |        | Stanislav Kropilák  |

## Zápasy výběru Evropy žen
Zápasy výběru Evropy žen s účastí československých hráček.
| Rok  | Datum | Místo            | - Soupeř          | Skóre  | Hráčky výběru Evropy                             |
| ---- | ----- | ---------------- | ----------------- | ------ | ------------------------------------------------ |
| 1972 | 6.6.  | Clermont Ferrand | - CUC Clermont F. | 68-57  | Hana Doušová-Jarošová, Martina Pechová-Jirásková |
| 1976 | 1.11. | Clermont Ferrand | - Sovětský svaz   | 66-114 | Hana Doušová-Jarošová, Ivana Kořínková-Kolínská  |
| 1978 | 31.5. | Poznaň           | - Sovětský svaz   | 76-113 | Dana Klimešová-Ptáčková, Hana Brůhová-Peklová    |
| 1981 | 22.9. | Caserta          | - Sovětský svaz   | 64-90  | Jana Stibůrková-Menclová, Ivana Třešňáková       |
|      |       |                  |                   |        |                                                  |
| 1985 | 17.9. | Vicenza          | - Primigi Vicenza | 81-87  | Zora Brziaková                                   |
|      | 19.9. | Plovdiv          | - Bulharsko       | 92-82  | Zora Brziaková                                   |

## NBA draft
Český a slovenský basketbal dosáhl významného ocenění tím, že jeho hráči byli vybráni do nejpopulárnější profesionální basketbalové soutěže světa. Do NBA byli draftováni tito basketbalisté:
- 30. června 1993 v Auburn Hills, Michigan byl draftován (celkově 46. hráč ve 2. kole draftu) slovenský basketbalista Richard Petruška (hrál za Československo na Mistrovství Evropy 1991) pro tým Houston Rockets,[1] V sezóně 1993/94 odehrál v NBA 22 utkání a zaznamenal 53 bodů.

- 28. června 1995 v Torontu byl draftován (22. hráč v 1. kole draftu) jako historicky první český hráč Jiří Zídek pro NBA tým Charlotte Hornets.[2] V NBA hrál až do roku 1998, dalšími jeho týmy byly Denver Nuggets a Seattle SuperSonics. V NBA celkem odehrál 135 zápasů a zaznamenal 453 bodů.

- 26. června 2002 v New Yorku byl draftován (16. hráč v 1. kole draftu) Jiří Welsch pro NBA tým Philadelphia 76ers, který ho ale prodal do Golden State Warriors.[3] Nejvíce se mu dařiío v období 2003-2005 v Boston Celtics. Další sezónu hrál za tým Cleveland Cavaliers. V NBA za období 2002 až 2006 odhrál 247 zápasů a zaznamenal 1519 bodů.

- 23. června 2011 v Newark, New Jersey byl draftován (6. hráč v 1. kole draftu) Jan Veselý pro NBA tým Washington Wizards. Ve dvou sezonách 2011-2013 v NBA odehrál 108 zápasů a zaznamenal 393 bodů. Pokračuje v další sezóně ve stejném týmu. Od roku 2014 je hráčem Fenerbahce Istanbul (Turecko).

- 28. června 2012 v Newark, New Jersey byl draftován (celkově 32. hráč ve 2. kole draftu) Tomáš Satoranský pro NBA tým Washington Wizards. V sezóně 2016-17 nastoupil za tým Washington Wizards. V roce 2019 podepsal tříletý kontrakt s týmem Chicago Bulls, kde nyní hraje.